# EMD GP9
EMD GP9 byla čtyřnápravová dieselelektrická lokomotiva určená pro traťovou službu i posun, tzv. road switcher, vyráběná v letech 1954 až 1963 americkou firmou Electro-Motive Division (EMD), divizí koncernu General Motors, a její kanadskou pobočkou General Motors Diesel. Ve výrobě nahradila předchozí model GP7, od kterého se odlišovala použitím vylepšené verze motoru typu 567 a změnami v elektrické části. S více než 4 200 vyrobenými kusy se jednalo o jeden z nejpočetnějších modelů z produkce EMD a dieselových lokomotiv první generace vůbec.

## Výroba

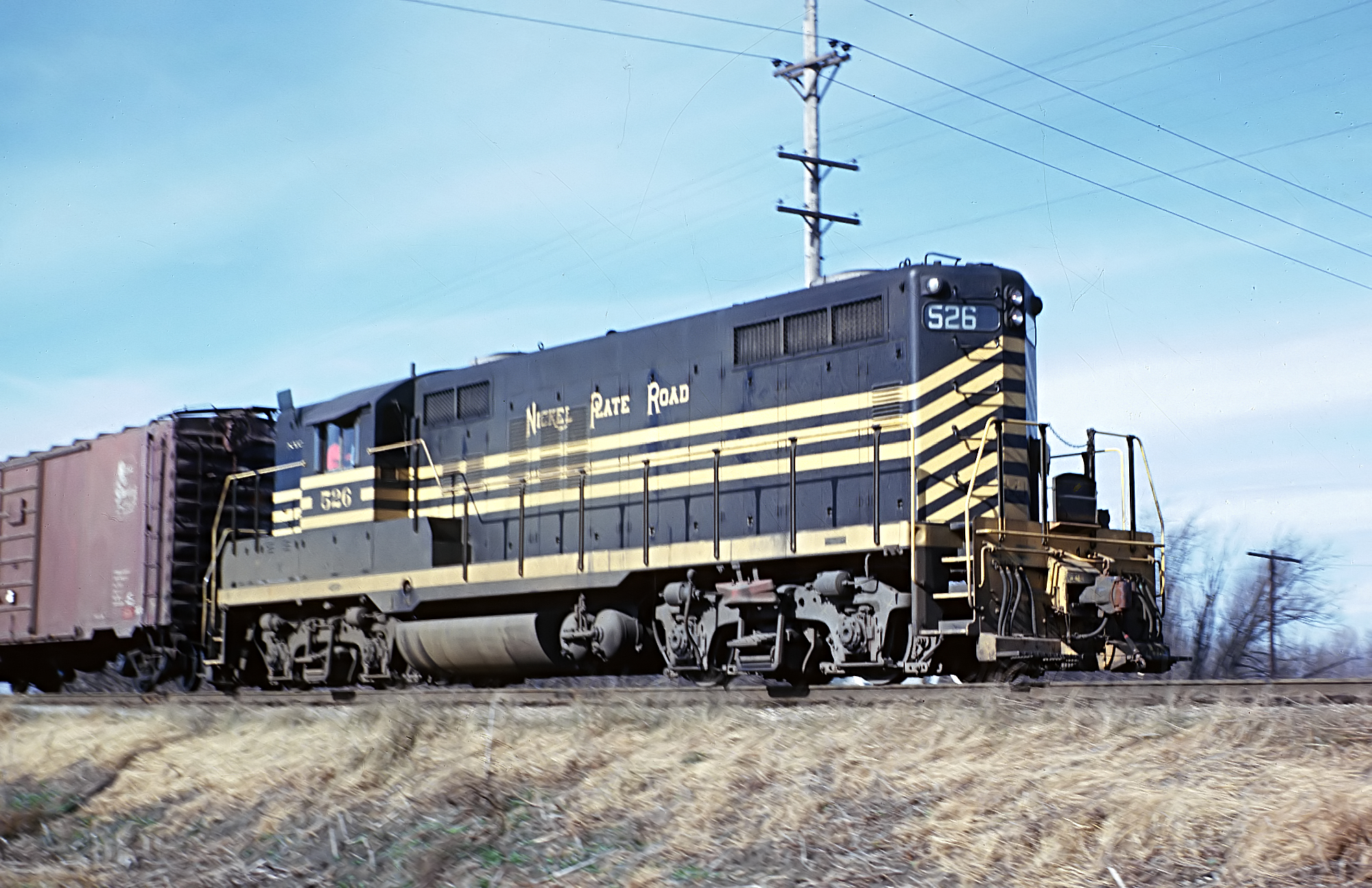
GP9 při posunu

Celkem bylo vyrobeno 4 092 konvenčních lokomotiv GP9, kromě toho bylo pro společnosti Pennsylvania Railroad a Union Pacific postaveno také 165 lokomotiv GP9B bez stanoviště strojvedoucího. Souběžně nabízených lokomotiv F9, využívajících mnoho stejných komponentů, bylo naopak vyrobeno pouze kolem 240, což ilustruje odklon od tradiční konstrukce s nosnou skříní k praktičtějšímu kapotovému uspořádání. To nabízelo lepší výhled při posunu, snazší údržbu či menší pořizovací náklady. Při stavbě některých GP9 byly zužitkovány komponenty z vykoupených starších lokomotiv, např. stroje společnosti B&M používaly podvozky z vyřazených lokomotiv FT. Podobně jako další lokomotivy té doby byly GP9 nabízeny s mnoha rozdílnými modifikacemi a doplňky, ať už šlo o parní generátor pod krátkou kapotou, elektrodynamickou brzdu, jejíž odporníky byly umístěny v charakteristických výčnělcích, nebo přemístění vzduchojemů z pozice pod rámem na střechu, aby se uvolnilo místo pro větší palivovou nádrž. S výjimkou atypického a nepříliš úspěšného modelu BL2 se lokomotiva GP9 stala první lokomotivou EMD nabízenou s nízkou krátkou kapotou. Prvním uživatelem takto upravených lokomotiv se v roce 1955 stala společnost Phelps-Dodge, zabývající se těžbou mědi, roku 1959 pak jako první velká železnice podobné stroje obdržela společnost Southern Pacific. V pozdějších letech se takovéto uspořádání stalo standardem.

## Popis
GP9 byla čtyřnápravová kapotová lokomotiva s uspořádáním pojezdu Bo′Bo′. Od předchozích lokomotiv GP7 se odlišovala využitím novějšího motoru 16-567C, jehož výkon byl zvýšením maximálních otáček z 800 na 835 ot./min navýšen na 1 300 kW, současně byla zesílena kliková hřídel a provedeny úpravy chladicího okruhu pro omezení průniků vody do mazacího oleje. V elektrické části bylo změnou osazení tlapových trakčních motorů D37 s vylepšenou izolací, při převodovém poměru 62:15 byla maximální rychlost lokomotiv 105 km/h.

## Přestavby

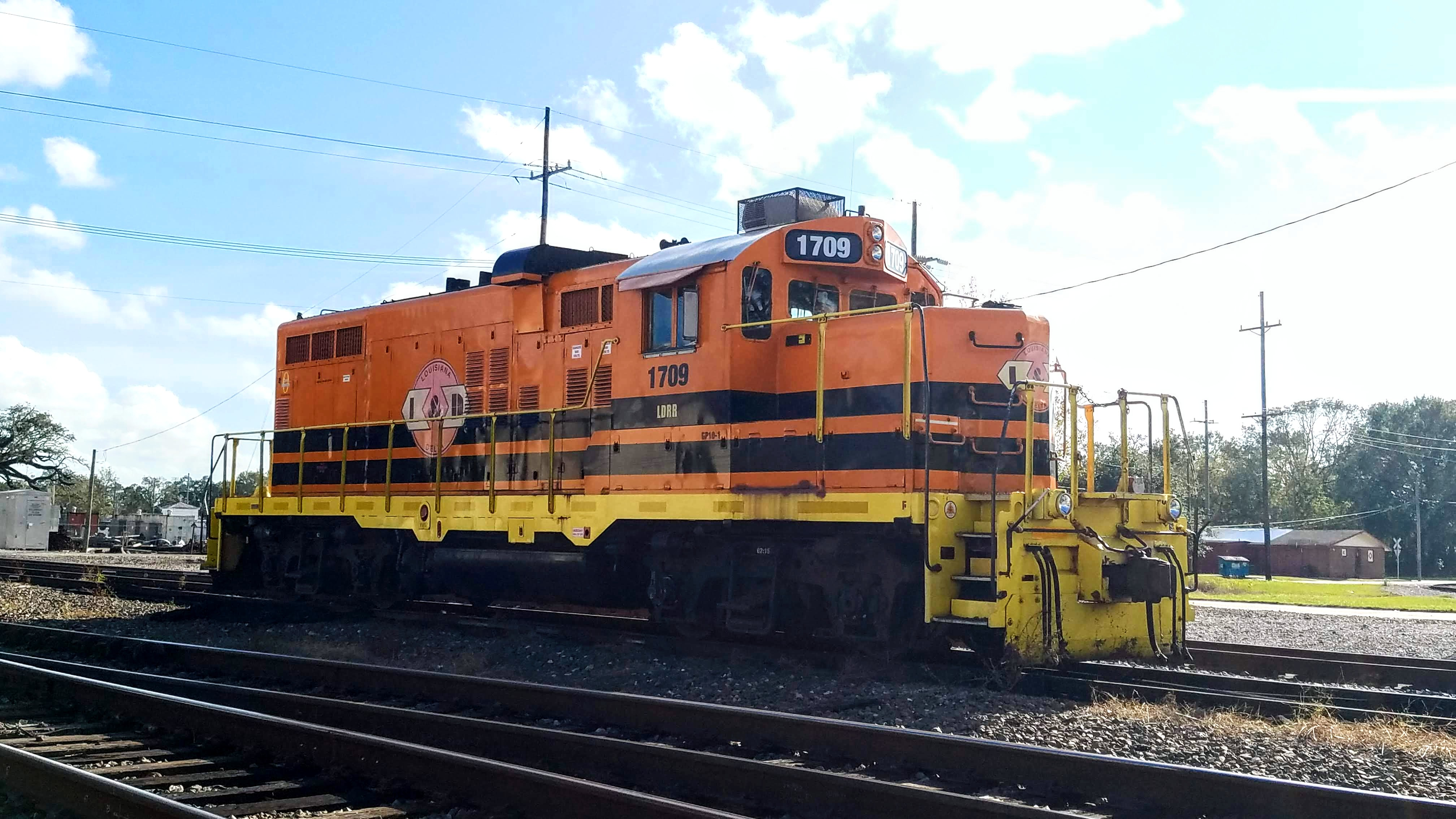
Modernizovaná lokomotiva GP10

Rané čtyřnápravové lokomotivy série GP (z General Purpose – víceúčelová lokomotiva), GP9 nevyjímaje, se udržely ve službě poměrně dlouho a množství z nich se na konci své životnosti stalo předmětem rozličných přestaveb a modernizací. Mnoho takových přestaveb provedla například železnice Illinois Central ve svých dílnách v Paducah v Kentucky, jí modernizované lokomotivy nesly označení GP8, GP10 nebo GP11. Jiné stroje mohly být označeny GP9R, kde R je zkratka slova rebuilt. Rozsah přestaveb se různil, spalovací motor mohl být buď repasován, nebo kompletně nahrazen, docházelo k úpravám elektroinstalace, dosazení modernějších brzdových systémů, některé lokomotivy obdržely nové stanoviště obsluhy a často bylo pro zlepšení výhledu přistoupeno ke snížení krátké kapoty.